# Отважный маленький тостер
«Отважный маленький тостер» (англ. The Brave Little Toaster) — американский анимационный фильм 1987 года. Сценарий к фильму написан по книге Томаса Диша «The Brave Little Toaster: A Bedtime Story for Small Appliances». Премьера состоялась 10 июля 1987 года в США. Премьера в России 31 января 1999 года.

## Сюжет
Действие происходит в 80-х годах. Маленький мальчик Роб, который раньше жил в коттедже в сельской местности в горах, переезжает в город, оставляя все свои вещи в старом доме. Его вещи чувствуют себя покинутыми. Они оживают и отправляются на поиски своего маленького хозяина. Компания вещей — это Тостер, Настольная лампа, Радио, Электроодеяло, Пылесос и другие.
Вещам приходится очень трудно в дороге, особенно в лесу в дикой местности, где нельзя получить их основное питание — электрический ток. Но друзья помогают друг другу, используя свои возможности — лампа светит, одеяло согревает, радио сообщает различные новости и так далее. В итоге вещи находят город и своего любимого хозяина Роби.

## Персонажи
- Тостер (озвучивает Динна Оливер) — главный герой.
- Лампа Лампи (озвучивает Тимоти Стэк).
- Радио (озвучивает Джон Ловитц).
- Одеяло Блэнки (озвучивает Тимоти Э. Дэй).
- Пылесос Кирби (озвучивает Турл Равенскрофт).
- Кондиционер (озвучивает Фил Хартман).
- Элмо Сент-Питерс (озвучивает Джо Рэнфт) — хозяин магазина запчастей.
- Подвесная Лампа (озвучивает Фил Хартман).
- Приборы из Магазина (озвучивает Хор Диснея).
- Путаница (озвучивает Джуди Толл).
- Т. В. (озвучивает Джонатан Бенэр) — чёрно-белый телевизор, старый друг главных героев.
- Фиолетовая Лампа Плагси (озвучивает Джим Джекман).
- Ультрасовременные приборы (озвучивает Хор Диснея).
- Мегафон (озвучивает Джуди Толл).
- Автомобили (озвучивает Хор Диснея).
- Роб (озвучивает Уэйн Катц (взрослый)/Тимоти Э. Дэй (маленький)) — владелец вещей.
- Крис (озвучивает Колетт Сэвадж) — подруга Роба.
- Швейная машинка с двумя лицами (озвучивают Минди Стерн).
- Мама (озвучивает Минди Стерн).
- Развлекательный центр (озвучивает Рандалл Уильям Кук).
- Компьютер (озвучивает Рэнди Беннет).
- Вальтер Уинчелл (озвучивает Джон Ловитц).
- Зик (озвучивает Тимоти Стэк).
- сушилка • камера • печь • красный автомобиль • зеркало (озвучивает Брайан Каммингс; в титрах не указан)

## О мультфильме
«Отважный маленький тостер» (1987) — один из самых ярких, весёлых и изобретательных мультфильмов в те годы. Режиссёр и сценарист украсили простую детскую историю юмором, который могли оценить и взрослые.
— Молтин Леонард «О мышах и магии. История американского рисованного фильма»

## Награды
- В 1988 мультфильм участвовал в кинофестивале Sundance Film Festival, победил и получил награду жюри.[2]